# Oftedalite
L'oftedalite (simbolo IMA: Oft) è un minerale e un ciclosilicato estremamente raro del gruppo della milarite con la composizione chimica idealizzata (Sc,Ca,Mn2+)2 K (Be,Al)3 Si12O30.

## Etimologia e storia
Lo scandio è un oligoelemento comune, ma raramente si accumula localmente. Di conseguenza, esistono pochissimi (13) minerali dello scandio segnalati e il primo (thortveitite) è stato scoperto in Norvegia nel 1911. All'inizio del 1998, ci furono le prime speculazioni sulla possibile presenza di milarite contenente scandio, precedentemente sconosciuta, nella pegmatite di Heftetjer e, nella primavera dello stesso anno, fu rilevata la milarite di scandio da questa località.
Il primo tentativo di far riconoscere l'oftedalite come nuovo minerale dalla CNMMN dell'IMA è inizialmente fallito a causa della regola del 50%. Per un minerale con una nuova composizione, ciò richiede che un elemento domini in una posizione nel reticolo cristallino, cioè costituisca più del 50% della popolazione. L'elemento finale proposto per l'oftedalite contiene al massimo tanto scandio quanto calcio, quindi non può superare questo limite e sarebbe quindi sempre e solo una milarite di scandio, ma non un nuovo minerale.
Solo nel 2005 nuovi campioni, in cui il calcio è stato parzialmente sostituito dallo ione manganese (Mn2+), e quindi lo ione Sc3+ è il catione dominante nella posizione A, hanno portato al riconoscimento del nuovo minerale oftedalite da parte dell'IMA.
Il minerale prende il nome da Ivar Oftedal (1894-1976), professore di mineralogia presso l'Istituto di Geologia dell'Università di Oslo. Oftedal lavorò a lungo sulla geochimica dello scandio e pubblicò i primi articoli scientifici sulla mineralogia delle pegmatiti di Tørdal.

## Classificazione
Secondo l'obsoleta, ma in parte ancora in uso, 8ª edizione della sistematica minerale di Strunz, l'oftedalite è elencata con agakhanovite-(Y), almarudite, armenite, berezanskite, brannockite, darapiozite, dusmatovite, emeleusite, faizievite, merrihueite, osumilite, osumilite-(Mg), poudretteite, roedderite, sogdianite, sugilite e yagiite appartengono alla divisione generale dei "ciclosilicati" nel "gruppo della milarite-osumilite" con il sistema nº VIII/E.22.
La 9ª edizione della sistematica minerale di Strunz, valida dal 2001 e utilizzata dall'Associazione Mineralogica Internazionale (IMA), classifica l'oftedalite nella classe "9.C Ciclosilicati", che a sua volta è ulteriormente suddivisa in base alla struttura degli anelli, in modo che il minerale possa essere trovato nella sottoclasse "9.CM [Si6O18]12- anelli doppi con 6 membri (sei doppi anelli)" in base alla sua struttura. Qui forma il sistema nº 9.CM.05 con i minerali almarudite, berezanskite, brannockite, chayesite, darapiozite, dusmatovite, eifelite, friedrichbeckeite, klöchite, merrihueite, osumilite-(Mg), poudretteite, roedderite, shibkovite, sogdianite, sugilite, trattnerite, yagiite, armenite, milarite e osumilite.
Anche la sistematica dei minerali secondo Dana, che viene utilizzata principalmente nel mondo anglosassone, classifica l'oftedalite nella classe dei "silicati e germanati" e da lì nella già più finemente suddivisa sottoclasse dei "ciclosilicati: anelli condensati". Qui è nel "gruppo della milarite-osumilite" con il sistema nº 63.02.01a all'interno della sottosezione "Ciclosilicati: anelli condensati a 6 membri".

## Chimica
L'oftedalite è l'analogo dello scandio dell'agakhanovite-(Y) e forma una serie di cristalli misti con la milarite secondo la reazione di scambio accoppiata:
- {\displaystyle \mathrm {^{[A]}Ca^{2+}\,+\,^{[T2]}Al^{3+}=\,^{[A]}Sc^{3+}\,+\,^{[T2]}Be^{3+}} }

La composizione misurata dalla località tipo è:
- {\displaystyle \mathrm {^{[C]}K_{0,98}\,^{[B]}\Box _{2}\,^{[A]}(Sc_{0,96}Y_{0,03}Ca_{0,79}Mn_{0,18}^{2+}Fe_{0,18}^{2+})_{\Sigma =2,0}\,^{[T2]}(Be_{2,91}Al_{0,09})_{\Sigma =3,00}\,^{[T1]}Si_{11,98}O_{30}} },

dove è indicata tra parentesi quadre la posizione nel struttura cristallina.

## Abito cristallino
L'oftedalite cristallizza nel sistema esagonale nel gruppo spaziale P6/mcc (gruppo nº 192) con i parametri del reticolo a = 10,097 Å e c = 13,991 Å così come due unità di formula per cella unitaria.

## Origine e giacitura
La località tipo è la pegmatite di Heftetjern, una pegmatite cleavelandite-amazzonite a Tørdal, nella Norvegia meridionale, dove si trova in piccole druse insieme a tormalina verde, ittrio-milarite, bazzite e un minerale simile alla mica non identificato, o con thortveitite, bazzite, kristiansenite e bertrandite. Al diminuire della temperatura, inizialmente si formano scandio-milarite (oftedalite) e bazzite, quando la thortveitite reagisce con una soluzione ricca di berillio, potassio e calcio. Successivamente, la thortveitite si scompone in kristiansenite da soluzioni contenenti calcio e stagno.

## Forma in cui si presenta in natura
L'oftedalite sviluppa cristalli prismatici corti a sei facce di dimensioni inferiori a un millimetro e di colore bianco-grigiastro.